# Raum der Werke
Der Begriff des Raums der Werke ist ein literatursoziologischer Fachausdruck. Eingebettet ist er in denjenigen Teil der Kunstsoziologie des französischen Kultursoziologen Pierre Bourdieu, der den Literaturbetrieb als literarisches Feld und dessen Entstehung am historischen Beispiel der Nationalliteratur Frankreichs zum Gegenstand hat.
Gemeint ist mit dem 'Raum der Werke' die manifeste Ebene literarischer Kommunikation, d. h. die diskursive Aneinanderreihung sowie das Nebeneinanderbestehen der Gesamtheit aller zu einem bestimmten Zeitpunkt existierenden literarischen Werke sowie aller Äußerungen über literarische Werke und deren Produktion bzw. Rezeption. Diese Äußerungsakte bezeichnet Bourdieu auch als 'Stellungnahmen' bzw. 'Positionsnahmen', die miteinander in komplexen und prinzipiell konkurrenzhaften Wechselbeziehungen stehen. Die Struktur des Raums der Werke entsteht jedoch nicht allein sui generis, sondern in wechselseitiger Abhängigkeit vom Raum der Stellungen und dem Raum der Möglichkeiten, d. h. in Abhängigkeit vom sozioökonomischen Status eines Akteurs im Vergleich zu anderen auf dem literarischen Feld engagierten Akteuren sowie in Abhängigkeit von den von einem Akteur wahrgenommenen Chancen hinsichtlich künstlerisch sinnvoller zukünftiger Spielzüge auf dem literarischen Feld.
Um die Struktur des Raums der Werke literatursoziologisch zu rekonstruieren, bieten sich stilistische sowie gattungssystemische Analysekategorien an. Je nach Forschungsinteresse können aber auch noch weitere Kriterien angelegt werden, was dem Theoriekonstrukt eine hohe wissenschaftspraktische Applikabilität verschafft.
Gelegentlich findet in den dt. Übersetzungen der für Bourdieus Literatursoziologie maßgeblichen Texte anstelle des Terminus „Raum der Werke“ auch der Begriff „Raum der Stellungnahmen“ Verwendung. Anscheinend gründet sich diese Unterscheidung jedoch nicht auf von Bourdieu anvisierten Nuancen in der Begriffsverwendung, sondern lediglich auf einen Mangel an Koordination unter den Übersetzern der Werke des frz. Soziologen.